# Потрійна неприємність
«Потрійна неприємність» (англ. Triple Trouble; інша назва — Charlie's Triple Trouble) — американський німий короткометражний фільм Чарлі Чапліна. Фільм був змонтований студією «Ессеней» з фрагментів картин «Поліція», «Робота» і «Життя» (незакінчений) і вийшов 11 серпня 1918. Окремі сцени зняв Лео Вайт.

## Сюжет
Чарлі влаштовується прибиральником у будинок полковника Натта і не надто добре поводиться на роботі, швидше розкидаючи сміття по дому, ніж прибираючи його. Полковник є винахідником нового виду вибухівки, і група іноземних дипломатів хоче її роздобути. Однак Натт не бажає давати їм заповітну формулу, і вони вирішують взяти її силою, наймаючи з цією метою злодія. Один з полісменів випадково підслуховує цю розмову і незабаром будинок полковника заповнюють «кістоунівські полісмени».
Після закінчення робочого дня Чарлі вирушає до нічліжки, де змушений втихомирювати співаючого п'яницю і стикається з кишеньковим злодієм. Після того, як Чарлі грабує шахрая, в нічліжці починається побоїще. Втікши звідти, прибиральник зустрічає найнятого дипломатами злодія, який виявляється його старим приятелем і вмовляє Чарлі допомогти йому. Прибувши в будинок полковника, вони виявляють полісменів. Починається традиційна метушня, яка призводить зрештою до вибуху винаходу полковника.

## У ролях
- Чарлі Чаплін — прибиральник
- Една Первіенс — покоївка
- Лео Вайт — граф
- Біллі Армстронг — кухар/кишеньковий злодій
- Веслі Рагглс — злодій
- Бад Джемісон — бродяга
- Джеймс Келлі — співаючий п'яниця